# سیارک ۳۱۰۶۵
سیارک ۳۱۰۶۵ (به انگلیسی: 31065 Beishizhang، نامگذاری:1996TZ13) سی و یک هزار و شصت و پنجمین سیارک کشف شده‌است که در ۱۰ اکتبر ۱۹۹۶ کشف شد.